# 숀 하토시
숀 해터시(Shawn Hatosy, 1975년 12월 29일 ~ )는 미국의 배우, 감독이다.

## 출연 작품

### 영화
- 인 앤 아웃 (1997)
- 패컬티 (1998)
- 여기보다 어딘가에 (1999)
- 아웃사이드 프로비던스 (1999)
- 존 큐 (2002)
- 러브 인 카지노 (2003)
- 알파 독 (2006)
- 악질경찰 (2009)

### 텔레비전
- 사우스랜드 (2009-13)
- 씰 팀 (2022)
- 로앤오더: 범죄 전담반 (2023)